# Östergötlands Tidning
Östergötlands Tidning var en dagstidning utgiven i Norrköping 3 oktober 1894 till 12 januari 1895 (osäkert slutdatum).
Tidningen trycktes i Östergötlands Tidnings tryckeri med antikva.
Tidningen kom ut tre dagar i veckan tisdag, torsdag och lördag med 4 sidor i folio och fem spalter i formatet 42 x 30 cm. Priset för prenumeration var 50 öre för 3 oktober till 31 december 1894 och 3 kr för 1895.
Utgivningsbevis för tidningen utfärdades för redaktören Anders Gustaf Segerstéen 22 september 1894.